# L'Ange gardien de Donald
Série Donald Duck
Pour plus de détails, voir Fiche technique et Distribution.
L'Ange gardien de Donald (Donald's Better Self) est un dessin animé de Donald Duck produit par Walt Disney pour RKO Radio Pictures et sorti le 11 mars 1938.

## Synopsis
Donald est un jeune écolier partagé entre sa bonne et sa mauvaise conscience... Le matin, il ne veut pas se lever pour aller à l'école. Sa Bonne Conscience, un angelot semi-transparent avec le visage de Donald voletant près de lui, le presse de se préparer mais sa Mauvaise Conscience, un être similaire avec des cornes et un trident comparable à un diablotin, lui conseille de rester couché. 
Sur le chemin de l'école, le diablotin propose à Donald d'aller pêcher ou d'aller fumer la pipe au lieu de suivre les cours. Donald suit ce mauvais conseil mais la pipe le rend malade et le fait s'évanouir. Les deux consciences se livrent alors une bataille qui se termine par la victoire du bien. Donald se réveille et tente de suivre ses conseils sur la route d'école.

## Fiche technique
- Titre original : Donald's Better Self
- Titre français : L'Ange gardien de Donald
- Série : Donald Duck
- Réalisateur : Jack King
- Scénario[1] : Tom Armstrong, Harry Reeves, Carl Barks
- Animateur[1] : Don Towsley (scène d'ouverture), Paul Allen (proposition de pêche et retour à l'école), Berny Wolf (scène de la pipe), Jack Hannah (début du combat, scène finale), Chuck Couch (fin du combat), Ed Love (scènes de réaction lors du combat)
- Layout[1] : Jim Carmichael, Charles Payzant
- Voix : Clarence Nash (Donald)
- Musique : Oliver Wallace
- Producteur : Walt Disney
- Distributeur : RKO Radio Pictures
- Date de sortie[1] :
  - Dépôt de copyright : 18 février 1938
  - Annoncée : 11 mars 1938
  - Première à New York : 7 au 13 juillet 1938 au Radio City Music Hall en première partie d'Having Wonderful Time d'Alfred Santell avec Ginger Rogers
- Format d'image : Couleur (Technicolor)
- Son : Mono
- Durée : 8 min 23 s
- Langue : (en)
- Pays :  États-Unis

## Voix françaises
- Sylvain Caruso : Donald Duck
- ??? : la bonne conscience de Donald Duck
- Daniel Gall : la mauvaise conscience de Donald Duck

## Commentaires
Ce film montre les deux facettes de la personnalité de Donald et rejoint ainsi le personnage de Pluto, lui aussi affublé de deux consciences. Pour Steven Watts, L'Ange gardien de Donald mets en évidence le développement du caractère de Donald Duck.
Le scénario du film avait, en partie, été prévu en 1934 pour une Silly Symphony nommée Streubel Peter, jamais réalisée,. Toutefois la scène avec la pipe est tout droit tirée de Streubel Peter ainsi que le fait que Donald soit ici un écolier, rôle qu'il n'a jamais repris et qui rentre difficilement en concurrence avec le court métrage Les Neveux de Donald sorti le mois suivant.

## Titre en différentes langues
Source : IMDb
- Allemagne : Donalds besseres Ich
- Suède : Kalle Ankas bättre jag, Kalle Ankas lägre jag